# Liste der Biografien/Schnel
Liste der Biografien |
Portal Biografien |
Personensuche
# |
A |
B |
C |
D |
E |
F |
G |
H |
I |
J |
K |
L |
M |
N |
O |
P |
Q |
R |
S |
T |
U |
V |
W |
X |
Y |
Z |
?
 
Sa |
Sb |
Sc |
Sd |
Se |
Sf |
Sg |
Sh |
Si |
Sj |
Sk |
Sl |
Sm |
Sn |
So |
Sp |
Sq |
Sr |
Ss |
St |
Su |
Sv |
Sw |
Sy |
Sz
 
Sca–Sce |
Sch |
Sci–Scz
 
Scha |
Schc |
Schd |
Sche |
Schg |
Schi |
Schj |
Schk |
Schl |
Schm |
Schn |
Scho |
Schp |
Schr |
Schs |
Scht |
Schu |
Schv |
Schw |
Schy
 
Schna |
Schne |
Schni |
Schno |
Schnu |
Schny
 
Schneb |
Schnec |
Schned |
Schnee |
Schneg |
Schneh |
Schnei |
Schnek |
Schnel |
Schnep |
Schner |
Schnet |
Schneu |
Schnew |
Schney |
Schnez
Die Liste der Biografien führt alle Personen auf, die in der deutschsprachigen Wikipedia einen Artikel haben. Dieses ist eine Teilliste mit 147 Einträgen von Personen, deren Namen mit den Buchstaben „Schnel“ beginnt.

## Schnel

### Schnelb
- Schnelbögl, Fritz (1905–1977), deutscher Archivar und Historiker

### Schnell
- Schnell, Alexander (* 1971), deutscher Philosoph
- Schnell, Andrea (* 1976), deutsche Kickboxerin
- Schnell, Andrew (* 1991), kanadischer Squashspieler
- Schnell, Angelika (* 1962), deutsche Architektin und Hochschullehrerin
- Schnell, Anneliese (1941–2015), österreichische Astronomin
- Schnell, Axel (* 1953), deutscher Autor, Journalist, PR-Spezialist sowie Redenschreiber
- Schnell, Bernhard (* 1942), deutscher Literaturwissenschaftler und Medizinhistoriker
- Schnell, Bruno (1929–2018), deutscher Verleger und Herausgeber
- Schnell, Carina (* 1991), deutsche Fantasyautorin und Übersetzerin
- Schnell, Carola (* 1989), deutsche Schauspielerin
- Schnell, Christine (* 1950), deutsche Hörspielsprecherin, Synchronsprecherin und Schauspielerin
- Schnell, Christoph (* 1954), Schweizer KomponistChristoph Schnell (* 1954)

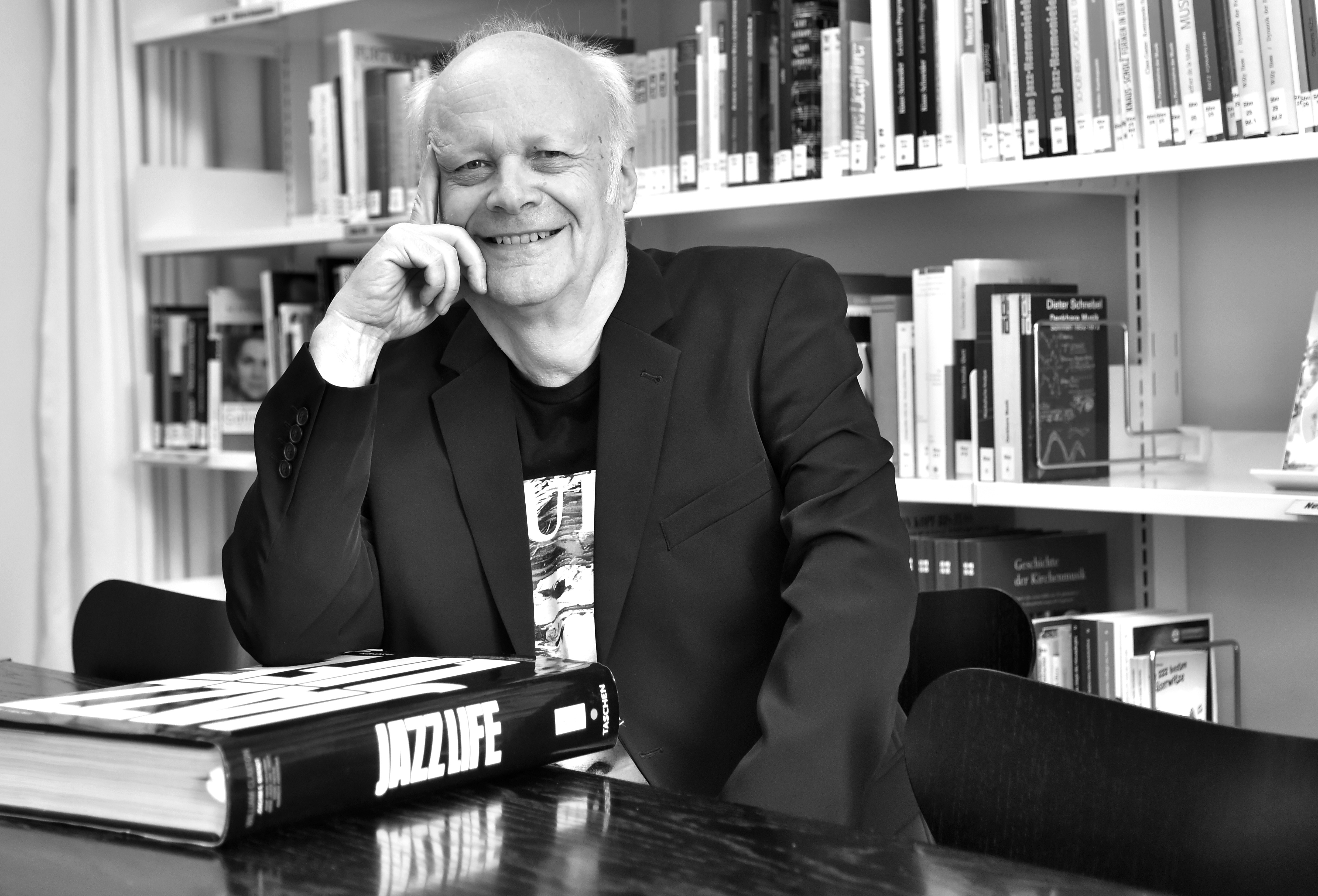
Christoph Schnell (* 1954)

- Schnell, Cosima (* 1967), deutsche Filmeditorin
- Schnell, David (* 1971), deutscher Maler
- Schnell, Delaney (* 1998), US-amerikanische Wasserspringerin
- Schnell, Dieter (* 1938), deutscher Arzt, Ophthalmologe und Sportmediziner
- Schnell, Dirk (* 1959), deutscher Handballnationalspieler
- Schnell, Edgar (1889–1972), deutscher Versicherungsmanager und Kölner Kommunalpolitiker (FDP)
- Schnell, Edgar (1896–1974), deutscher Politiker CDU, MdL
- Schnell, Elisabeth (1930–2020), Schweizer Schauspielerin und Radiomoderatorin
- Schnell, Elisabeth (* 1932), deutsche Politikerin (CSU), MdL
- Schnell, Emil (* 1953), deutscher Politiker (SPD), MdV, Minister für Post- und Fernmeldewesen der DDR, MdB
- Schnell, Erhard (1927–2020), deutscher AutomobildesignerErhard Schnell (1927–2020)

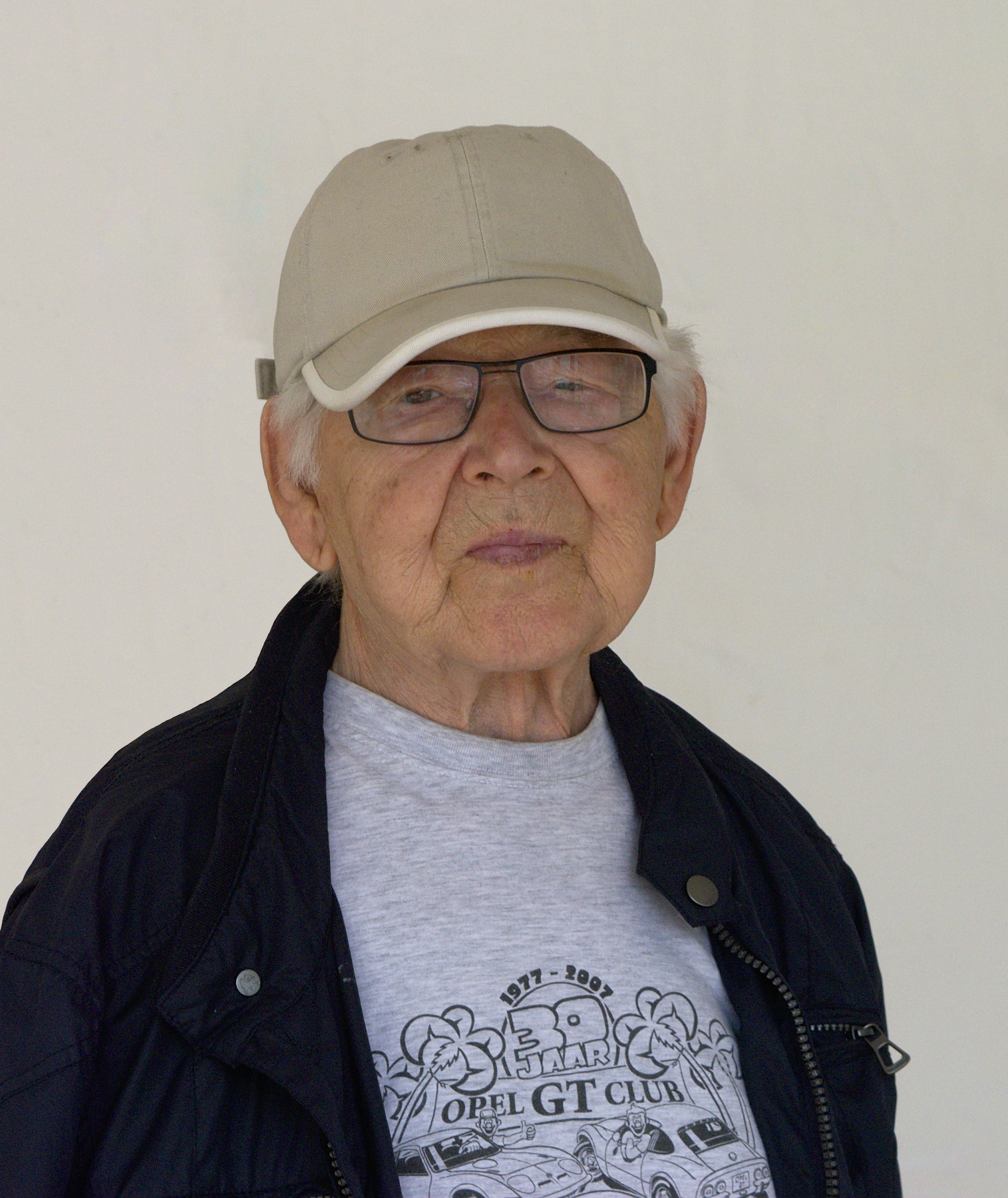
Erhard Schnell (1927–2020)

- Schnell, Erwin (1885–1980), deutschsprachiger Jäger, Diplom-Landwirt und Schriftsteller
- Schnell, Eugen (1818–1897), deutscher Archivar
- Schnell, F. Wolfgang (1913–2006), deutscher Agrarwissenschaftler und Pflanzenzüchter
- Schnell, Florian (* 1984), deutscher Regisseur und Drehbuchautor
- Schnell, Fred (1890–1957), US-amerikanischer Amateurfunkpionier
- Schnell, Georg H. (1878–1951), deutscher Schauspieler
- Schnell, Gerlinde (* 1942), deutsche Politikerin (SPD), MdL Mecklenburg-Vorpommern
- Schnell, Graeme (* 1988), kanadischer Squashspieler
- Schnell, Gustav (1793–1864), deutscher Kaufmann, Reeder und Unternehmer
- Schnell, Hanno, deutscher Fußballtorhüter
- Schnell, Hans, deutscher Architekt und Stadtrat in Augsburg
- Schnell, Hans (1951–2019), deutscher Maler und Zeichner
- Schnell, Hans-Dieter (1939–2016), deutscher Politiker (CDU), MdL
- Schnell, Heinrich (* 1933), deutscher Politiker (SPD), MdL
- Schnell, Hermann (1914–2003), österreichischer Politiker (SPÖ), Abgeordneter zum Nationalrat, Mitglied des Bundesrates
- Schnell, Hermann (1916–1999), deutscher Chemiker
- Schnell, Hildegard (1908–1986), deutsche Politikerin (CDU), MdL
- Schnell, Hugo (1904–1981), deutscher Kunsthistoriker und Verleger
- Schnell, Johann (1793–1865), Schweizer Arzt, Naturwissenschaftler und Politiker (Liberale)
- Schnell, Johann Jakob (1687–1754), deutscher Komponist des Barock
- Schnell, Johann Ludwig (1781–1859), Schweizer Politiker (Liberale)
- Schnell, Johann Rudolf (1767–1829), Schweizer Jurist
- Schnell, Johannes (1812–1889), Schweizer Jurist und Rechtshistoriker
- Schnell, Josef (1886–1966), deutscher Landwirt und Politiker (SPD), MdL Württemberg-Hohenzollern
- Schnell, Josef (1934–2010), deutscher Unternehmer, Gewichtheber und Trainer
- Schnell, Jürgen (* 1935), deutscher General und Militärökonom
- Schnell, Jürgen (* 1953), deutscher Bauingenieur
- Schnell, Kai-Uwe (* 1967), deutscher Fußballspieler
- Schnell, Karl († 1844), Schweizer Jurist und liberaler Politiker
- Schnell, Karl (1916–2008), deutscher Militär, General der Bundeswehr und Staatssekretär im Ministerium für Verteidigung
- Schnell, Karl (* 1954), österreichischer Politiker (früher FPÖ), Landtagsabgeordneter
- Schnell, Konrad (* 1932), deutscher Radrennfahrer
- Schnell, Kurt (1914–1971), deutscher Außenhandelsfunktionär
- Schnell, Lutz (* 1960), deutscher Schauspieler und Synchronsprecher
- Schnell, Martin, deutscher kursächsischer Hoflackkünstler
- Schnell, Martin W. (* 1962), deutscher Philosoph und Hochschullehrer
- Schnell, Melanie (* 1978), deutsche Chemikerin
- Schnell, Peter (1935–2024), deutscher Politiker (CSU), MdL und Oberbürgermeister von Ingolstadt
- Schnell, Peter (* 1938), deutscher Software-UnternehmerPeter Schnell (* 1938)

Peter Schnell (* 1938)

- Schnell, Peter (* 1941), deutscher Bauingenieur, Manager der Deutschen Bahn AG und Autor
- Schnell, Rainer (* 1957), deutscher Methodologe und Sozialwissenschaftler
- Schnell, Ralf (* 1943), deutscher Germanist und Literaturwissenschaftler
- Schnell, Raoul Wolfgang (1914–2003), deutscher Hörspielregisseur und -autor
- Schnell, Ray (1893–1970), US-amerikanischer Politiker
- Schnell, Reinald (* 1935), deutscher Dokumentarfilmer, Schauspieler und Maler
- Schnell, Robert Wolfgang (1916–1986), deutscher SchriftstellerRobert Wolfgang Schnell (1916–1986)

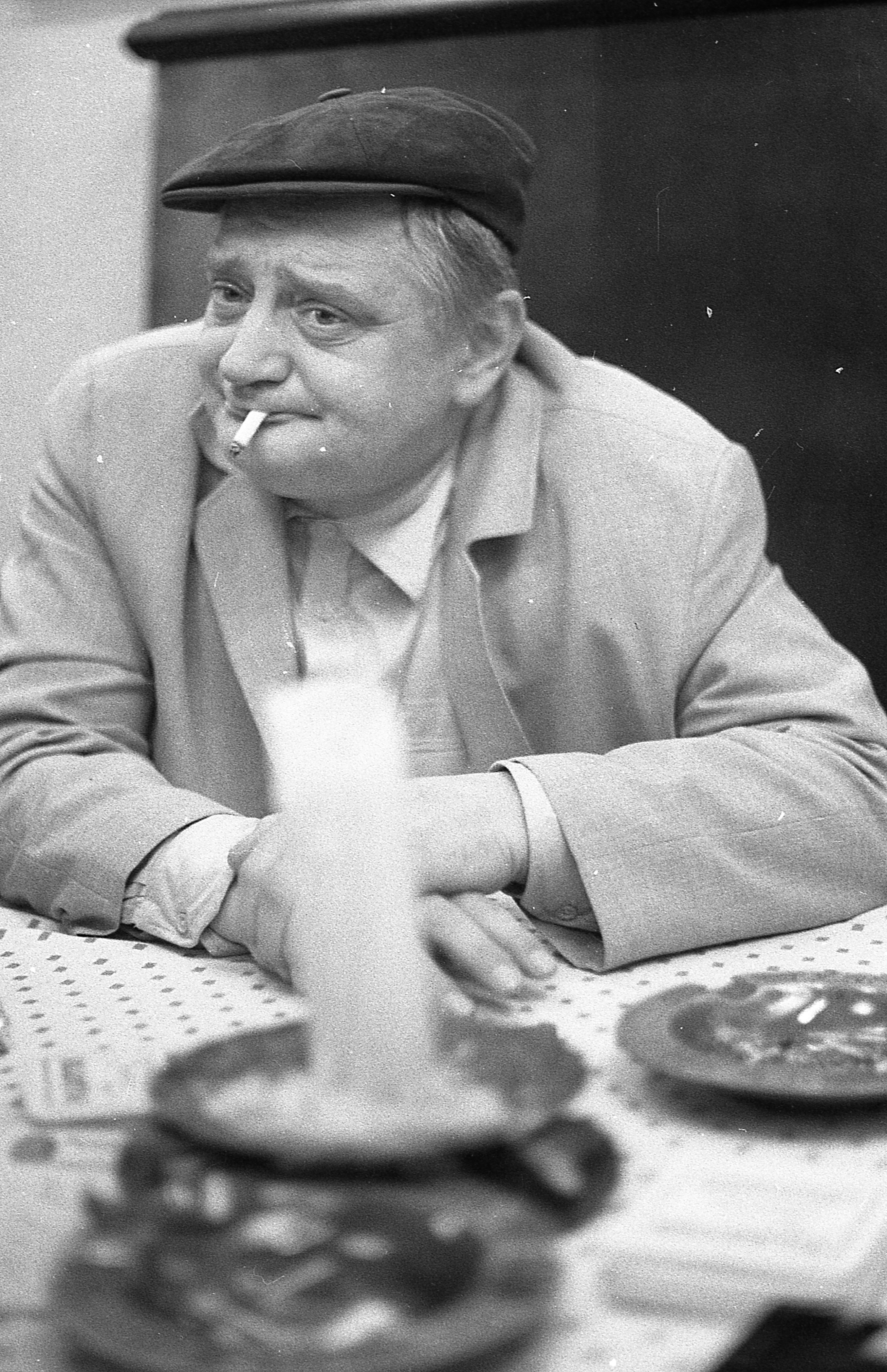
Robert Wolfgang Schnell (1916–1986)

- Schnell, Roland (1921–1980), deutscher Motorradrennfahrer
- Schnell, Ruben Jonas (* 1968), deutscher Musikjournalist
- Schnell, Rüdiger (* 1942), deutscher Philologe und Literaturwissenschaftler
- Schnell, Ruth (* 1956), österreichische Künstlerin
- Schnell, Samuel Ludwig (1775–1849), Schweizer Jurist
- Schnell, Tatjana (* 1971), deutsche Psychologin und Professorin
- Schnell, Theodor der Ältere (1836–1909), deutscher Bildhauer und Kirchenausstatter
- Schnell, Theodor der Jüngere (1870–1938), deutscher Bildhauer und Kirchenausstatter
- Schnell, Tom (* 1985), luxemburgischer Fußballspieler
- Schnell, Volker (* 1942), deutscher Färbereifacharbeiter, Hochseefischer und früheres Mitglied der Volkskammer der DDR
- Schnell, Walter (1891–1960), deutscher Mediziner und Hochschullehrer
- Schnell, Walter (1924–1999), deutscher Physiker
- Schnell, Walter (* 1953), deutscher Politiker (Freie Wähler)
- Schnell, Willy (* 1927), deutscher Oboist
- Schnell, Wolfgang (1929–2006), deutscher Physiker
- Schnellbach, Peter (1865–1932), deutscher Volkswirt und Heimatdichter
- Schnellbacher, Friedrich (1884–1947), deutscher Politiker (SPD/USPD/KPD)
- Schnellbacher, Luca (* 1994), deutscher Fußballspieler
- Schnellbacher, Otto (1923–2008), US-amerikanischer American-Football- und Basketball-Spieler
- Schnelldorfer, Manfred (* 1943), deutscher Eiskunstläufer und OlympiasiegerManfred Schnelldorfer (* 1943)

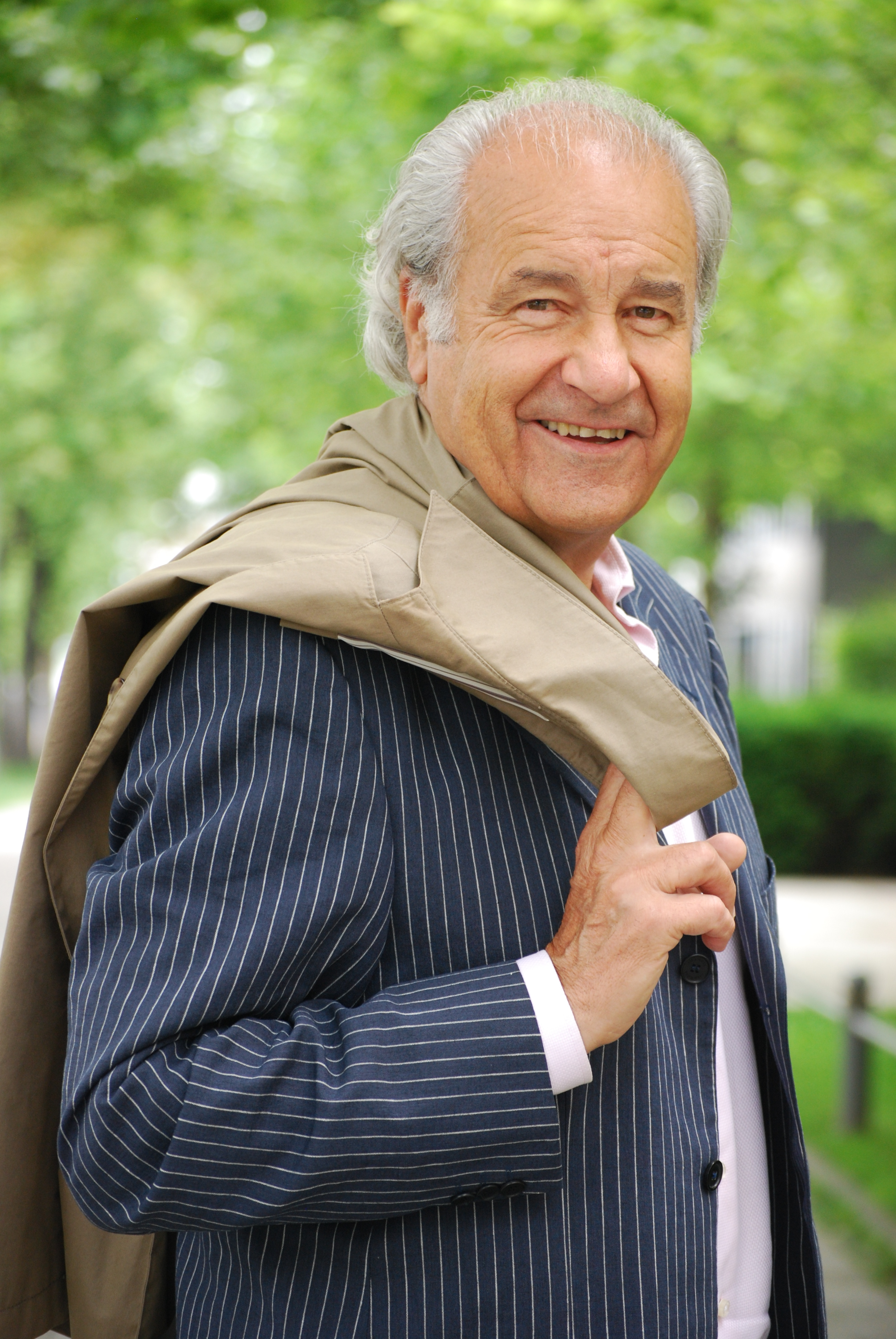
Manfred Schnelldorfer (* 1943)

- Schnelle, Eberhard (1921–1997), deutscher Organisationsberater
- Schnelle, Friedrich (1881–1966), deutscher Jurist
- Schnelle, Frigga (* 1955), deutsche Musikpädagogin und Schulbuchautorin
- Schnelle, Fritz (1900–1990), deutscher Agrarmeteorologe und Phänologe
- Schnelle, Gottlieb (1789–1815), deutscher Jurist und Kämpfer in den Befreiungskriegen
- Schnelle, Hans-Helmut (1913–1974), deutscher Chirurg und Orthopäde, Hochschullehrer in Rostock und Halle
- Schnelle, Heinz (* 1935), deutscher Gewerkschafter und Politiker (SPD), MdHB
- Schnelle, Helmut (1932–2015), deutscher Linguist und Hochschullehrer
- Schnelle, Herbert (1913–1995), technischer Angestellter
- Schnelle, Karl (1831–1890), deutscher Altphilologe und Gymnasiallehrer
- Schnelle, Michael (* 1949), deutscher Reiseverkehrskaufmann und Sachbuch-Autor
- Schnelle, Mick (1964–2022), deutscher Spielejournalist, Autor und Übersetzer
- Schnelle, Otto (* 1929), deutscher Fußballspieler
- Schnelle, Rainer (* 1951), deutscher Jazzmusiker (Piano)
- Schnelle, Samuel (1803–1877), deutscher Jurist, Gutsbesitzer und Politiker
- Schnelle, Thomas (* 1954), deutscher Soziologe und Unternehmensberater
- Schnelle, Thomas (* 1960), deutscher Radsportler, nationaler Meister im Radsport
- Schnelle, Thomas (* 1967), deutscher Polizist und Politiker (CDU)
- Schnelle, Tim (* 1982), deutscher Eishockeytorwart
- Schnelle, Udo (* 1952), deutscher evangelischer Theologe, Professor für Neues Testament und Autor
- Schnelle, Werner (* 1942), österreichischer Fotograf
- Schnellecke, Rolf (* 1944), deutscher Kommunalpolitiker (CDU), Oberbürgermeister der Stadt WolfsburgRolf Schnellecke (* 1944)

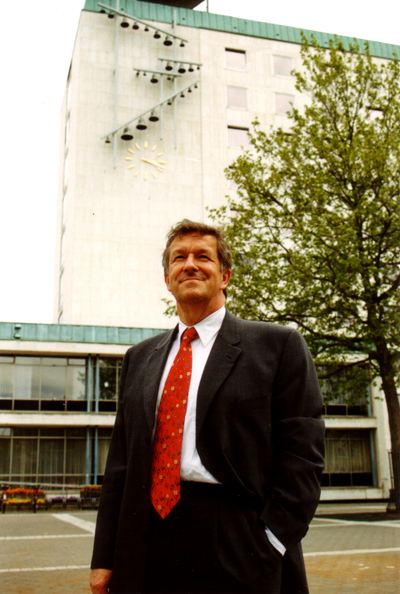
Rolf Schnellecke (* 1944)

- Schnellenbach, Helmut (* 1937), deutscher Verwaltungsrechtler
- Schnellenbach, Jan (* 1973), deutscher Wirtschaftswissenschaftler und Hochschullehrer
- Schnellenbach-Held, Martina, deutsche Ingenieurin und Hochschullehrerin im Bauingenieurwesen
- Schnellenbühel, Gertraud von (1878–1959), deutsche Bildhauerin und Silberschmiedin
- Schneller, Adelheid (1873–1955), österreichische Historikerin und Schriftstellerin
- Schneller, Andreas von (1755–1840), General
- Schneller, Christian (1831–1908), österreichischer Philologe, Lyriker, Epiker und Volkskundler
- Schneller, Ernst (1890–1944), deutscher KPD-Funktionär und Politiker, MdRErnst Schneller (1890–1944)

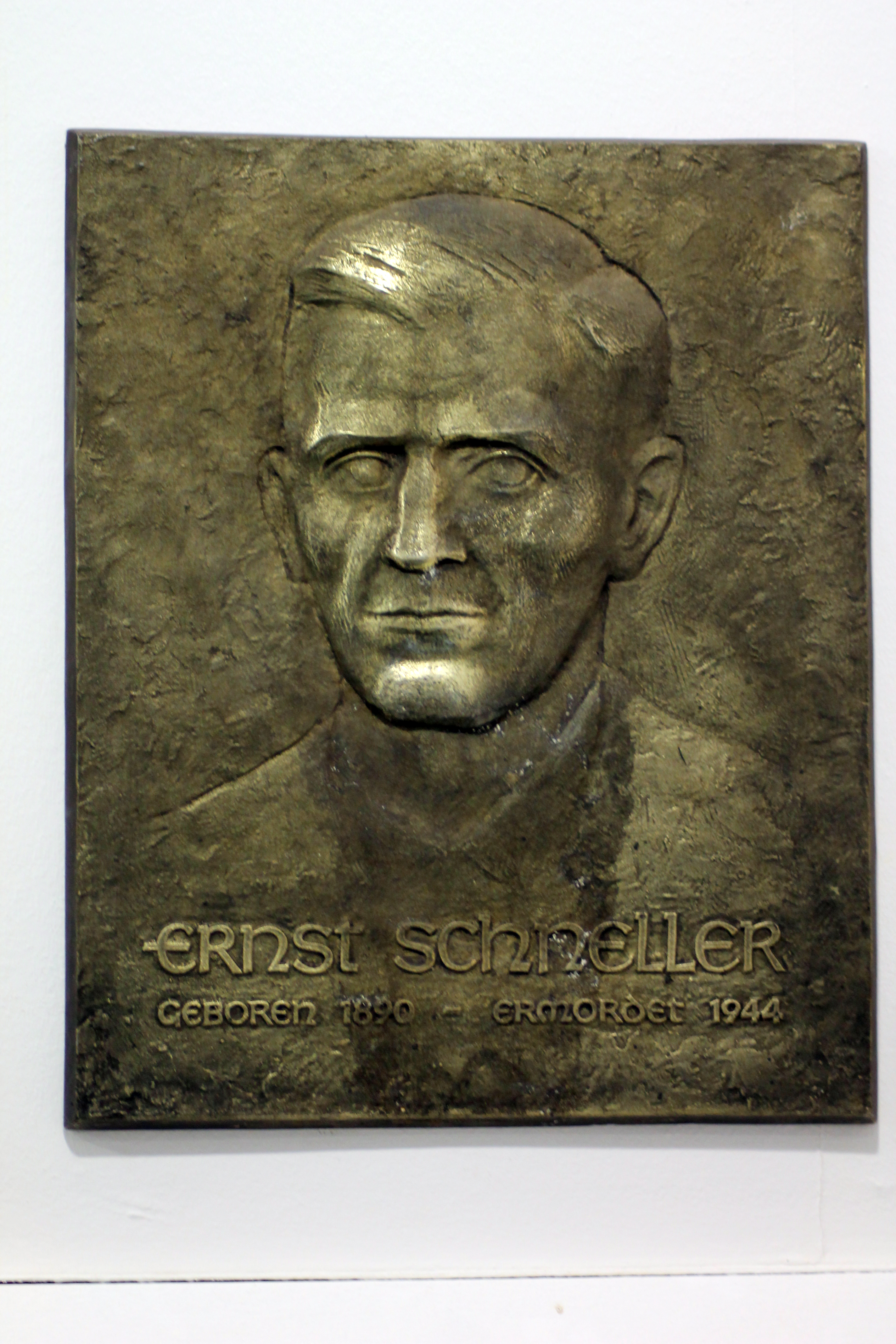
Ernst Schneller (1890–1944)

- Schneller, Franz (1889–1968), deutscher Dramaturg, Regisseur und Schriftsteller
- Schneller, Georg Gottlieb (1855–1905), deutscher Architekt der Neugotik
- Schneller, Helmut (1922–2010), deutscher Kabarett-Autor
- Schneller, Heribert (1901–1967), deutscher Astronom
- Schneller, Johann Ludwig (1820–1896), deutscher Lehrer und Missionar
- Schneller, Joseph von (1814–1885), österreichischer Arzt
- Schneller, Julius Franz Borgias (1777–1833), österreichischer Historiker und Schriftsteller
- Schneller, Kai (* 1964), deutscher Koch
- Schneller, Karl (1878–1942), österreichischer General und Schriftsteller
- Schneller, Konrad (1937–2007), deutscher Politiker (CDU), MdL
- Schneller, Lena (* 1978), Schweizer Politikerin (FDP)
- Schneller, Ludwig (1858–1953), deutscher evangelischer Theologe und Missionar
- Schneller, Ludwig (1879–1936), Schweizer Politiker (CVP)
- Schneller, Lukas (* 2001), deutscher Fußballtorhüter
- Schneller, Max (1886–1948), deutscher SS-Führer
- Schneller, Moritz (1834–1896), deutscher Augenheilkundler
- Schneller, Oliver (* 1966), deutscher Komponist und Saxophonist
- Schneller, Theodor (1856–1935), deutscher Theologe
- Schneller, Tommy (* 1969), deutscher Bluesmusiker, Saxophonist und Sänger
- Schneller, Volker (* 1938), deutscher Handballspieler und Handballtrainer
- Schnellhardt, Fabian (* 1994), deutscher Fußballspieler
- Schnellhardt, Horst (* 1946), deutscher Politiker (CDU), MdL, MdEP
- Schnelling, Heiner (* 1954), deutscher Bibliothekar
- Schnellinger, Karl-Heinz (1939–2024), deutscher FußballspielerKarl-Heinz Schnellinger (1939–2024)

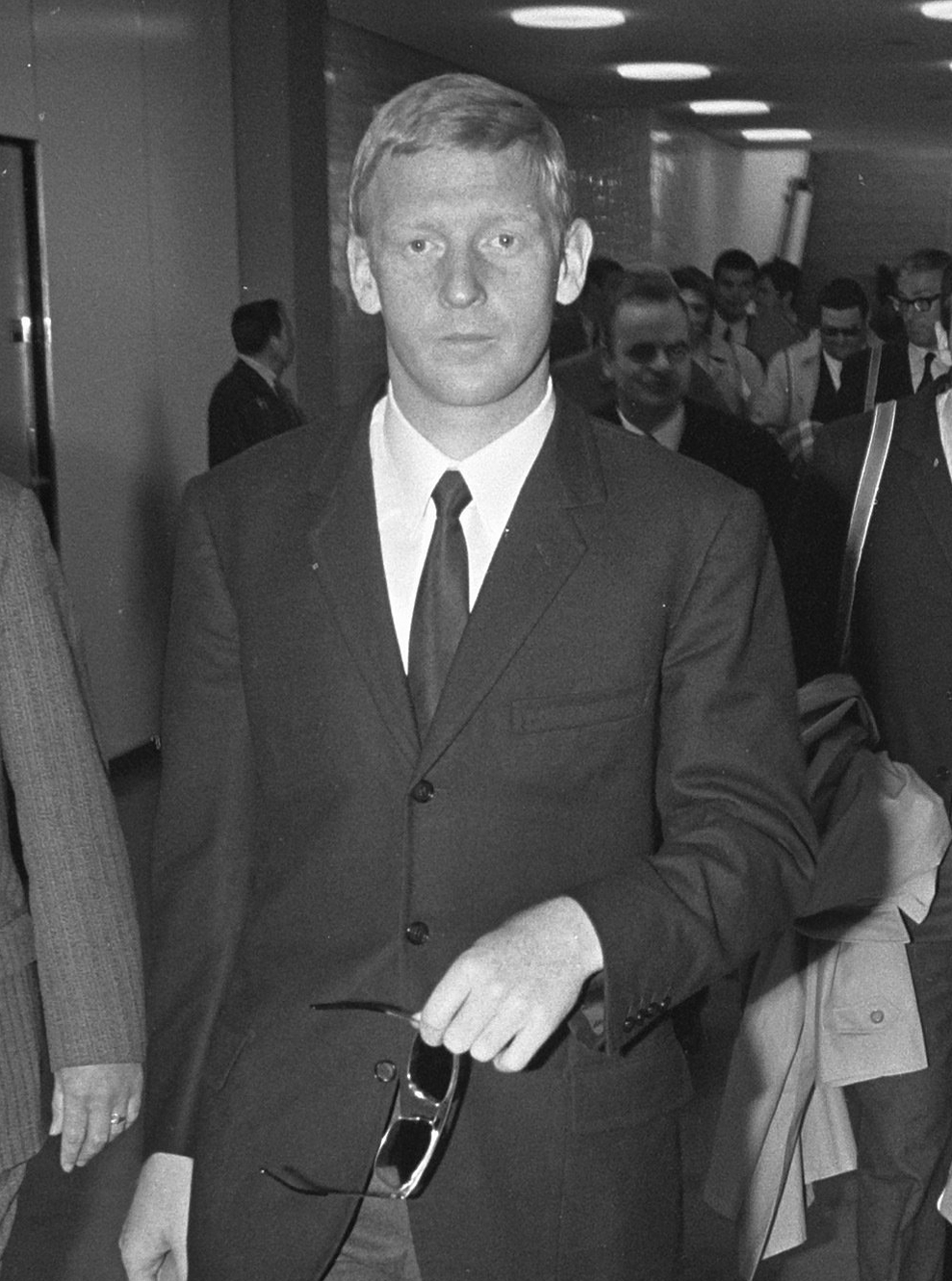
Karl-Heinz Schnellinger (1939–2024)

- Schnellrieder, Oliver (* 1970), österreichischer Fußballspieler und -trainer

### Schnelt
- Schnelting, Daniel (* 1986), deutscher Leichtathlet
- Schnelting-Hebeler, Ursula (* 1954), deutsche Politikerin (Bündnis 90/Die Grünen), MdL